# Оборона
Оборо́на, термин имеет следующие значения в военном деле:
1. Система политических, экономических, военных, социальных, правовых и иных мер по подготовке к вооружённой защите государства, целостности и неприкосновенности его территории;
2. Вид военных (боевых) действий, основанный на защитных действиях вооружённых сил (войск, сил). Применяется с целью сорвать или остановить наступление противника, удержать важные зоны, районы, рубежи и объекты, сковать превосходящие силы неприятеля, создать условия для перехода в наступление и другими целями.

## В государственном строительстве
Оборона государства (Оборона государственная, Государственная оборона) — защита от внешних врагов благ и интересов государства: его независимости, территориальной неприкосновенности, различных прав и выгод, обеспечивающих благосостояние народа и осуществление его политических и культурно-исторических идеалов. 
Оборона государства от возможного нападения иностранной державы является одной из важнейших функций государства. В современных условиях, когда агрессия является в международном праве осуждаемым актом, повсеместно в мире служит обоснованием военно-государственного строительства. В современной военной теории может включать в себя «упреждение», «упреждающий удар», «обезоруживающий удар» и другие эвфемизмы неспровоцированных наступательных военных действий.

1. Правительство Российской Федерации: д) осуществляет меры по обеспечению обороны страны, государственной безопасности, реализации внешней политики Российской Федерации;— Статья 114, Конституция России

В настоящем Федеральном законе под обороной понимается система политических, экономических, военных, социальных, правовых и иных мер по подготовке к вооруженной защите и вооруженная защита Российской Федерации, целостности и неприкосновенности её территории.— Пункт 1, Статья 1, Раздел I, Федеральный Закон №61-ФЗ "Об обороне", 31 мая 1996 года (г.).
Оборона России организуется и осуществляется в соответствии с:
- Конституцией Российской Федерации;
- федеральными конституционными законами Российской Федерации;
- федеральными законами Российской Федерации;
- законами Российской Федерации
- и иными нормативными правовыми актами Российской Федерации.

### Организация обороны
Состоит из:
- прогнозирования и оценки военной опасности и военной угрозы;
- разработки основных направлений военной политики и положений военной доктрины Российской Федерации;
- правового регулирования в области обороны;
- строительства, подготовки и поддержании в необходимой готовности Вооружённых Сил Российской Федерации, других войск, воинских формирований и органов, а также планирование их применения;
- разработки, производства и совершенствования систем управления Вооруженными Силами Российской Федерации, другими войсками, воинскими формированиями и органами, вооружения и военной техники, создание их запасов, а также планирования использования радиочастотного спектра;
- планирования перевода органов государственной власти Российской Федерации, органов государственной власти субъектов Российской Федерации, органов местного самоуправления и экономики страны на работу в условиях военного времени;
- мобилизационной подготовки органов государственной власти Российской Федерации, органов государственной власти субъектов Российской Федерации, органов местного самоуправления и организаций независимо от форм собственности, транспорта, коммуникаций и населения страны;
- создания запасов материальных ценностей государственного и мобилизационного резервов;
- планирования и осуществления мероприятий по гражданской и территориальной обороне;
- оперативного оборудования территории Российской Федерации в целях обороны;
- обеспечения защиты сведений, составляющих государственную тайну, в области обороны;
- развития науки в интересах обороны;
- координации деятельности органов государственной власти Российской Федерации, органов государственной власти субъектов Российской Федерации и органов местного самоуправления в области обороны;
- финансирования расходов на оборону, а также контроль над расходованием средств, выделенных на оборону, и деятельностью Вооружённых Сил Российской Федерации, других войск, воинских формирований и органов, осуществляемый в соответствии с законодательством Российской Федерации;
- международного сотрудничества в целях коллективной безопасности и совместной обороны;
- других мероприятий в области обороны.

## Военные действия
Заключается в поражении противника огневыми (в ядерной войне и ядерными) ударами, отражении его огневых и ядерных ударов, наступательных действий, предпринимаемых на земле, в воздухе и на море, противодействии попыткам противника захватить удерживаемые рубежи, районы, объекты, разгроме его вторгнувшихся группировок войск (сил).
Оборона может иметь стратегическое, оперативное и тактическое значение. Оборона организуется заблаговременно или занимается в результате перехода войск (сил) противника в наступление. Обычно, наряду с отражением ударов противника оборона включает в себя и элементы наступательных действий (нанесение ответных, встречных и упреждающих огневых ударов, проведение контрударов и контратак, поражение атакующего противника в районах его базирования, развертывания и на исходных рубежах), удельный вес которых характеризует уровень её активности.
В Древнем мире и в Средние века для обороны использовали укреплённые города, крепости, замки. С оснащением армий (с XIV—XV вв.) огнестрельным оружием началось строительство полевых оборонительных укреплений, в основном, земляных, которые использовались для ведения огня по противнику и укрытия от его ядер и пуль. Появление в середине XIX века нарезного оружия, обладающего большей скорострельностью и дальностью стрельбы, вызвало необходимость совершенствования способов обороны. Для повышения её устойчивости боевые порядки войск (сил) стали эшелонировать в глубину.

### Элементы сухопутной обороны
В зависимости от условий элементы сухопутной обороны включают в себя:
- Оборонительный рубеж
  - предполье или передовая полоса обороны;
  - позиция боевого охранения;
  - главная полоса обороны[5].

### Разновидности обороны
- общевойсковая
- противовоздушная
- противоракетная
- противокосмическая
- противотанковая
- противоартиллерийская
- противолодочная
- активная
- пассивная
- позиционная
- манёвренная (подвижная)
- мобильная
- ярусная
- двухъярусная (ружейная)
- фланковая
- другие виды (см., напр., Стратегическая оборонная инициатива)

### Требования, предъявляемые к обороне
К обороне предъявляются следующие требования. Она должна:
- быть устойчивой и активной, то есть способной сохранять свои качества при нанесении ударов противником различным вооружением;
- обладать способность противостоять ударам противника с применением всех типов вооружения и военной техники, отразить наступление его превосходящих войск (сил);
- иметь глубоко эшелонированное построения войск (сил);
- обладать способностью уничтожать десант противника в случае его высадки;
- быть подготовленной к длительному ведению боевых действий в условиях применения противником оружия массового поражения, высокоточного оружия, радиоэлектронной борьбы (РЭБ) и так далее.

## Примеры
- Оборона Киева (1240);
- Оборона Севастополя (1854—1855);
- Оборона Порт-Артура;
- Петропавловская оборона;
- Оборона Шипки;
- Оборона Ханко;
- Оборона Севастополя (1941—1942);
- Оборона Киева (1941);
- Оборона Сталинграда;
- Оборона Заполярья;
- Оборона Москвы;
- Оборона Ленинграда;
- Оборона Одессы.